# Live at Independent Records
Live at Independent Records è un EP degli Imagine Dragons, pubblicato il 20 aprile 2013.
Contiene l'esibizione acustica della band all'Independent Records di Denver, in Colorado, il 31 agosto 2012, ed è stato realizzato in occasione del Record Store Day 2013 e venduto durante tale evento. Tra un brano e l'altro è inoltre possibile ascoltare le risposte dei membri della band ad alcune domande a loro poste.

## Tracce
1. Introduction – 3:20
2. It's Time – 6:35
3. Radioactive – 8:30
4. Hear Me – 8:43

## Formazione
- Dan Reynolds – voce, chitarra acustica
- Ben McKee – chitarra acustica, cori
- Wayne Sermon – chitarra acustica, cori
- Daniel Platzman – viola, percussioni, cori